# România la Jocurile Olimpice de vară din 2008
România a participat la Jocurile Olimpice de vară din 2008 care au avut loc la Beijing, China, în perioada 8 - 24 august 2008. Delegația României a fost de 102 sportivi (și 61 de oficiali) după ce 3 sportive au fost eliminate din lot pentru dopaj cu puțin timp înaintea plecării spre Beijing. După Revoluția din 1989 acest lot a fost cea mai mică delegație cu care România a participat la Jocurile Olimpice. Portdrapelul României a fost căpitanul naționalei feminine de handbal, Valeria Beșe.
Sportivii români s-au calificat la următoarele sporturi: atletism, box, canotaj, caiac-canoe, gimnastică, haltere, handbal, judo, lupte, natație, sărituri în apă, scrimă, tenis de câmp, tenis de masă, tir, tir cu arcul. Comitetul Olimpic Român a anunțat că sportivii români medaliați cu aur vor primi 100.000 de euro.

## Medaliați
| Medalie | Nume | Sport      | Probă            |
| ------- | --- | ---------- | ---------------- |
| Aur     | Alina Dumitru | Judo       | 48 kg            |
| Aur     | Georgeta Andrunache, Viorica Susanu | Canotaj    | Dublu rame       |
| Aur     | Constantina Diță-Tomescu | Atletism   | Maraton          |
| Aur     | Sandra Izbașa | Gimnastică | Sol              |
| Argint  | Ana Maria Brânză | Scrimă     | Spadă individual |
| Bronz   | Mihai Covaliu | Scrimă     | Sabie individual |
| Bronz   | Andreea Acatrinei, Gabriela Drăgoi, Andreea Grigore, Sandra Izbașa, Steliana Nistor, Anamaria Tămârjan                                        | Gimnastică | Echipe feminin   |
| Bronz   | Constanța Burcică, Viorica Susanu, Rodica Șerban, Eniko Barabas, Simona Mușat, Ioana Papuc, Georgeta Andrunache, Doina Ignat, Elena Georgescu | Canotaj    | 8+1              |
| Bronz   | Gheorghiță Ștefan | Lupte      | 74 kg            |

## Atletism

#### Masculin
Probe pe teren
| Sportivi     | Probă      | Calificări | Calificări | Finala   | Finala |
| Sportivi     | Probă      | Rezultat   | Loc        | Rezultat | Loc    |
| ------------ | ---------- | ---------- | ---------- | -------- | ------ |
| Marian Oprea | Triplusalt | 17,17      | 8          | 17,22    | 5      |

#### Feminin
Probe pe șosea și pistă
| Sportive                 | Probă            | Serii Runda 1 | Serii Runda 1 | Serii Runda 2 | Serii Runda 2 | Semifinale   | Semifinale   | Finala       | Finala       |
| Sportive                 | Probă            | Rezultat      | Loc           | Rezultat      | Loc           | Rezultat     | Loc          | Rezultat     | Loc          |
| ------------------------ | ---------------- | ------------- | ------------- | ------------- | ------------- | ------------ | ------------ | ------------ | ------------ |
| Ionela Târlea            | 200 m            | 23,24         | 4             | 23,22         | 5             | Nu a avansat | Nu a avansat | Nu a avansat | Nu a avansat |
| Mihaela Neacșu           | 800 m            | 2:03,03       | 6             | N/A           | N/A           | Nu a avansat | Nu a avansat | Nu a avansat | Nu a avansat |
| Angela Moroșanu          | 400 m garduri    | 56,07         | 4             | N/A           | N/A           | 57,67        | 8            | Nu a avansat | Nu a avansat |
| Ancuța Bobocel           | 3000 m obstacole | 9:35,31       | 6             | N/A           | N/A           | N/A          | N/A          | Nu a avansat | Nu a avansat |
| Cristina Casandra        | 3000 m obstacole | 9:22,48 RN    | 4             | N/A           | N/A           | N/A          | N/A          | 9:16,85 RN   | 4            |
| Lidia Șimon              | Maraton          | N/A           | N/A           | N/A           | N/A           | N/A          | N/A          | 2:27:51      | 8            |
| Luminița Talpoș          | Maraton          | N/A           | N/A           | N/A           | N/A           | N/A          | N/A          | 2:31:41      | 18           |
| Constantina Diță-Tomescu | Maraton          | N/A           | N/A           | N/A           | N/A           | N/A          | N/A          | 2:26:44      | 1            |
| Ana Maria Groza          | 20 km marș       | N/A           | N/A           | N/A           | N/A           | N/A          | N/A          | 1:32:16      | 23           |

Probe pe teren
| Probă                  | Sportive             | Calificări | Calificări | Finala       | Finala       |
| Probă                  | Sportive             | Rezultat   | Loc        | Rezultat     | Loc          |
| ---------------------- | -------------------- | ---------- | ---------- | ------------ | ------------ |
| Viorica Țigău          | Săritura în lungime  | 6,44       | 20         | Nu a avansat | Nu a avansat |
| Adelina Gavrilă        | Triplusalt           | 13,98      | 17         | Nu a avansat | Nu a avansat |
| Anca Heltne            | Aruncarea greutății  | 17,48      | 19         | Nu a avansat | Nu a avansat |
| Nicoleta Grasu         | Aruncarea discului   | 62,51      | 2          | 58,63        | 11           |
| Felicia Țilea-Moldovan | Aruncarea suliței    | 60,81      | 10         | 53,04        | 11           |
| Monica Stoian          | Aruncarea suliței    | 54,56      | 39         | Nu a avansat | Nu a avansat |
| Bianca Perie           | Aruncarea ciocanului | 68,21      | 16         | Nu a avansat | Nu a avansat |

## Box
România a calificat 2 boxeri pentru turneul Olimpic. Popescu s-a calificat la primul turneu de calificare European. Gheorghe s-a calificat la al doilea turneu de calificare European.
| Sportiv          | Probă | Șaisprezecimi      | Optimi                 | Sferturi          | Semifinale        | Finală            | Loc |
| Sportiv          | Probă | Adversar Rezultat  | Adversar Rezultat      | Adversar Rezultat | Adversar Rezultat | Adversar Rezultat | Loc |
| ---------------- | ----- | ------------------ | ---------------------- | ----------------- | ----------------- | ----------------- | --- |
| Georgian Popescu | 60 kg | Ali (USA) C 20:5   | Vargas (MEX) C 14:4    | Ugás (CUB) P 7:11 | Nu a avansat      | Nu a avansat      | =5  |
| Ionuț Gheorghe   | 64 kg | Ortiz (PUR) C 21:4 | Sepahvandi (IRI) P 4:8 | Nu a avansat      | Nu a avansat      | Nu a avansat      | =9  |

## Caiac-canoe
Masculin
| Sportiv                        | Probă    | Calificări | Calificări | Semifinale | Semifinale | Finală   | Finală |
| Sportiv                        | Probă    | Timp       | Loc        | Timp       | Loc        | Timp     | Loc    |
| ------------------------------ | -------- | ---------- | ---------- | ---------- | ---------- | -------- | ------ |
| Florin Mironcic                | C-1 500  | 1:48,608   | 2 QS       | 1:51,535   | 2 QF       | 1:49.861 | 7      |
| Florin Mironcic                | C-1 1000 | 3:57,538   | 2 QS       | 3:59,664   | 2 QF       | 3:57,876 | 6      |
| Iosif Chirila Andrei Cuculici  | C-2 500  | 1:42,306   | 4 QS       | 1:42,545   | 1 QF       | 1:43,195 | 6      |
| Nicolae Flocea Constantin Popa | C-2 1000 | 3:41,846   | 2 QF       | QF         | QF         | 3:40,342 | 4      |

- QF = Calificat direct în finală
- QS = Calificat în semifinală

## Canotaj
Echipa României calificată pentru Olimpiada de la Beijing 2008 a fost compusă din: Georgeta Andrunache, Ana Maria Apachiței, Aurica Barașcu, Doina Ignat, Elena Georgescu, Rodica Șerban, Viorica Susanu, Constanța Burcică, Camelia Lupașcu, Beniko Barabas, Roxana Cogianu, Ionelia Neacșu

#### Feminin
| Sportiv(i) | Probă            | Calificări | Calificări | Recalificări | Recalificări | Semifinale | Semifinale | Finală B | Finală B | Finală        | Finală        |
| Sportiv(i) | Probă            | Timp       | Loc        | Timp         | Loc          | Timp       | Loc        | Timp     | Loc      | Timp          | Loc           |
| --- | ---------------- | ---------- | ---------- | ------------ | ------------ | ---------- | ---------- | -------- | -------- | ------------- | ------------- |
| Georgeta Andrunache Viorica Susanu | Dublu rame       | 7:22,69    | 1 QF       | N/A          | N/A          | N/A        | N/A        | N/A      | N/A      | 7:20,60       | 1             |
| Ionelia Neacșu Roxana Cogianu | Dublu vâsle      | 7:12,17    | 4 R        | 7:01,69      | 3 FB         | N/A        | N/A        | 7:20,99  | 3        | Nu au avansat | Nu au avansat |
| Constanța Burcică Viorica Susanu Rodica Șerban Eniko Barabas Simona Mușat Ioana Papuc Georgeta Andrunache Doina Ignat Elena Georgescu | Opt plus cârmaci | 6:05,77    | 1 Q        | N/A          | N/A          | N/A        | N/A        | N/A      | N/A      | 6:07,25       | 3             |

## Gimnastică

#### Masculin
Compus
| Sportiv                                                                                           | Probă             | Calificări | Calificări | Aparate (finală) | Aparate (finală) | Aparate (finală) | Aparate (finală) | Aparate (finală) | Aparate (finală) | Finala       | Finala       |
| Sportiv                                                                                           | Probă             | Total      | Loc        | Sărituri         | Sol              | Cal              | Inele            | Paralele         | Bară             | Total        | Loc          |
| ------------------------------------------------------------------------------------------------- | ----------------- | ---------- | ---------- | ---------------- | ---------------- | ---------------- | ---------------- | ---------------- | ---------------- | ------------ | ------------ |
| Adrian Bucur                                                                                      | Individual Compus | 86,475     | 36         | Nu a avansat     | Nu a avansat     | Nu a avansat     | Nu a avansat     | Nu a avansat     | Nu a avansat     | Nu a avansat | Nu a avansat |
| Marian Drăgulescu                                                                                 | Individual Compus | 47,350     | 71         | Nu a avansat     | Nu a avansat     | Nu a avansat     | Nu a avansat     | Nu a avansat     | Nu a avansat     | Nu a avansat | Nu a avansat |
| Flavius Koczi                                                                                     | Individual Compus | 90,175     | 16 Q       | 16,450           | 14,900           | 15,425           | 14,550           | 13,525           | 14,725           | 89,575       | 18           |
| Daniel Popescu                                                                                    | Individual Compus | 87,300     | 32         | Nu a avansat     | Nu a avansat     | Nu a avansat     | Nu a avansat     | Nu a avansat     | Nu a avansat     | Nu a avansat | Nu a avansat |
| Răzvan Șelariu                                                                                    | Individual Compus | 85,975     | 38         | Nu a avansat     | Nu a avansat     | Nu a avansat     | Nu a avansat     | Nu a avansat     | Nu a avansat     | Nu a avansat | Nu a avansat |
| Robert Stănescu                                                                                   | Individual Compus | 43,875     | 78         | Nu a avansat     | Nu a avansat     | Nu a avansat     | Nu a avansat     | Nu a avansat     | Nu a avansat     | Nu a avansat | Nu a avansat |
| Adrian Bucur Marian Drăgulescu Flavius Koczi Daniel Popescu Răzvan Selariu George Robert Stănescu | Echipe            | 359,350    | 8 Q        | 49,300           | 46,250           | 43,525           | 46,375           | 45,225           | 45,225           | 274,175      | 7            |

Finale pe aparate
| Sportiv           | Probă    | Calificări | Calificări | Finala | Finala |
| Sportiv           | Probă    | Scor       | Loc        | Scor   | Loc    |
| ----------------- | -------- | ---------- | ---------- | ------ | ------ |
| Marian Drăgulescu | Sol      | 15,925     | 2          | 14,850 | 7      |
| Marian Drăgulescu | Sărituri | 16,762     | 1          | 16,225 | 4      |
| Flavius Koczi     | Sărituri | 16,587     | 5          | 15,925 | 7      |
| Robert Stănescu   | Inele    | 15,750     | 8          | 15,825 | 7      |

#### Feminin
Compus
| Sportiv                                                                                           | Probă             | Calificări | Calificări | Aparate (finală) | Aparate (finală) | Aparate (finală) | Aparate (finală) | Finala       | Finala       |
| Sportiv                                                                                           | Probă             | Total      | Loc        | Sărituri         | Sol              | Paralele         | Bârnă            | Total        | Loc          |
| ------------------------------------------------------------------------------------------------- | ----------------- | ---------- | ---------- | ---------------- | ---------------- | ---------------- | ---------------- | ------------ | ------------ |
| Andreea Acatrinei                                                                                 | Individual Compus | 43,300     | 72         | Nu a avansat     | Nu a avansat     | Nu a avansat     | Nu a avansat     | Nu a avansat | Nu a avansat |
| Gabriela Drăgoi                                                                                   | Individual Compus | 43,925     | 67         | nu a avansat     | nu a avansat     | nu a avansat     | nu a avansat     | nu a avansat | nu a avansat |
| Andreea Grigore                                                                                   | Individual Compus | 28,675     | 89         | Nu a avansat     | Nu a avansat     | Nu a avansat     | Nu a avansat     | Nu a avansat | Nu a avansat |
| Sandra Izbașa                                                                                     | Individual Compus | 59,375     | 13 Q       | 15,075           | 15,500           | 14,300           | 14,300           | 60,750       | 8            |
| Steliana Nistor                                                                                   | Individual Compus | 60,500     | 8 Q        | 15,025           | 14,500           | 15,975           | 15,550           | 61,050       | 5            |
| Anamaria Tămârjan                                                                                 | Individual Compus | 59,000     | 16         | Nu a avansat     | Nu a avansat     | Nu a avansat     | Nu a avansat     | Nu a avansat | Nu a avansat |
| Andreea Acatrinei Gabriela Drăgoi Andreea Grigore Sandra Izbașa Steliana Nistor Anamaria Tămârjan | Echipe            | 238,425    | 4 Q        | 45,275           | 45,075           | 45,000           | 46,175           | 181,525      | 3            |

Finale pe aparate
| Sportiv         | Probă    | Calificări | Calificări | Finala | Finala |
| Sportiv         | Probă    | Scor       | Loc        | Scor   | Loc    |
| --------------- | -------- | ---------- | ---------- | ------ | ------ |
| Sandra Izbașa   | Sol      | 15,475     | 2          | 15,650 | 1      |
| Steliana Nistor | Paralele | 15,975     | 4          | 15,575 | 7      |
| Gabriela Drăgoi | Bârnă    | 15,450     | 12         | 15,625 | 5      |

Daniela Druncea a fost numită ca rezervă a echipei feminine.

## Haltere

#### Masculin
| Sportiv        | Probă | Smuls    | Smuls | Aruncat  | Aruncat | Total         | Loc           |
| Sportiv        | Probă | Rezultat | Loc   | Rezultat | Loc     | Total         | Loc           |
| -------------- | ----- | -------- | ----- | -------- | ------- | ------------- | ------------- |
| Antoniu Buci   | 62 kg | 130      | 4     | 165      | 3       | 295           | 4             |
| Răzvan Martin  | 69 kg | 130      | 20    | 158      | 17      | 288           | 17            |
| Alexandru Roșu | 69 kg | 136      | 12    | FR       | -       | nu a terminat | nu a terminat |
| Răzvan Rusu    | 77 kg | 140      | =21   | 170      | =18     | 310           | 18            |

#### Feminin
| Sportivă     | Probă | Smuls    | Smuls | Aruncat  | Aruncat | Total | Loc |
| Sportivă     | Probă | Rezultat | Loc   | Rezultat | Loc     | Total | Loc |
| ------------ | ----- | -------- | ----- | -------- | ------- | ----- | --- |
| Roxana Cocoș | 58 kg | 89       | 9     | 115      | 7       | 204   | 7   |

## Handbal

### Jucătoare
| Poziție | #  | Nume                 | Ani | Înălțime | Greutate | Club                          |
| ------- | -- | -------------------- | --- | -------- | -------- | ----------------------------- |
| P       | 1  | Tereza Pâslaru       | 30  | 1,88m    | 75 kg    | Oltchim Râmnicu-Vâlcea (ROU)  |
| ED      | 2  | Ramona Maier         | 33  | 1,70m    | 63 kg    | Oltchim Râmnicu-Vâlcea (ROU)  |
| PV      | 4  | Florina Chintoan     | 26  | 1,78m    | 70 kg    | „U” Jolidon Cluj-Napoca (ROU) |
| IS      | 5  | Carmen Amariei       | 33  | 1,83m    | 79 kg    | Rulmentul Brașov (ROU)        |
| ED      | 7  | Adriana Olteanu      | 28  | 1,73m    | 65 kg    | Oltchim Râmnicu-Vâlcea (ROU)  |
| IS      | 8  | Cristina Neagu       | 24  | 1,75m    | 70 kg    | Oltchim Râmnicu-Vâlcea (ROU)  |
| IS      | 9  | Aurelia Brădeanu     | 33  | 1,83m    | 76 kg    | Győri Audi ETO KC (HUN)       |
| PV      | 10 | Ionela Stanca        | 31  | 1,75m    | 72 kg    | Oltchim Râmnicu-Vâlcea (ROU)  |
| P       | 12 | Talida Tolnai        | 32  | 1,88m    | 74 kg    | Oltchim Râmnicu-Vâlcea (ROU)  |
| ES      | 15 | Valentina Elisei     | 30  | 1,70m    | 69 kg    | Oltchim Râmnicu-Vâlcea (ROU)  |
| IS      | 18 | Adina Laura Meiroșu  | 26  | 1,83m    | 74 kg    | Oltchim Râmnicu-Vâlcea (ROU)  |
| C       | 32 | Valeria Beșe         | 32  | 1,88m    | 79 kg    | Oltchim Râmnicu-Vâlcea (ROU)  |
| C       | 29 | Mihaela Ani-Senocico | 30  | 1,75m    | 70 kg    | „U” Jolidon Cluj-Napoca (ROU) |

Legendă:
- Anii, înălțimile, greutățile, cluburile jucătoarelor sunt cele de pe 9 august 2008.

Poziții:
- P: Portar
- PV: Pivot
- C: Centru
- ES: Extremă stânga
- ED: Extremă dreapta
- IS: Inter stânga
- ID: Inter dreapta

### Antrenori
| Antrenor  | Nume                  |
| --------- | --------------------- |
| Principal | Gheorghe Tadici (ROU) |
| Secundar  | Dumitru Muși (ROU)    |

### Rezultate
| Echipă  | Probă   | Grupa A           | Grupa A       | Grupa A        | Grupa A        | Grupa A          | Sferturi        | Locuri 5-8     | Locuri 5-8     | Semifinale    | Finală        | Loc |
| Echipă  | Probă   | Adversar Scor     | Adversar Scor | Adversar Scor  | Adversar Scor  | Adversar Scor    | Adversar Scor   | Adversar Scor  | Adversar Scor  | Adversar Scor | Adversar Scor | Loc |
| ------- | ------- | ----------------- | ------------- | -------------- | -------------- | ---------------- | --------------- | -------------- | -------------- | ------------- | ------------- | --- |
| România | Feminin | Kazahstan · 31-19 | China · 34-20 | Franța · 34-26 | Angola · 28-23 | Norvegia · 23-24 | Ungaria · 30-34 | Franța · 34-36 | Suedia · 34-30 | Nu a avansat  | Nu a avansat  | 7   |

## Judo
Masculin
| Sportiv      | Probă  | Tur 1                            | Tur 2                          | Sferturi                          | Semifinale        | Recalificări                       | Finală            | Loc |
| Sportiv      | Probă  | Adversar Rezultat                | Adversar Rezultat              | Adversar Rezultat                 | Adversar Rezultat | Adversar Rezultat                  | Adversar Rezultat | Loc |
| ------------ | ------ | -------------------------------- | ------------------------------ | --------------------------------- | ----------------- | ---------------------------------- | ----------------- | --- |
| Daniel Brata | 100 kg | Utkir Kurbanov (UZB) 1000 / 0001 | Keith Morgan (CAN) 1000 / 0000 | Movlud Miraliev (AZE) 0000 / 0110 | N/A               | Levan Jorjoliani (GEO) 0000 / 1001 | nu a avansat      | =9  |

Daniel Brata a fost eliminat în recalificările categoriei 100 de kilograme, fiind învins prin ippon de georgianul Levan Jorjoliani.
Feminin
| Sportivă      | Probă | Tur 1             | Tur 2                              | Sferturi                       | Semifinale                   | Finală                         | Loc |
| Sportivă      | Probă | Adversar Rezultat | Adversar Rezultat                  | Adversar Rezultat              | Adversar Rezultat            | Adversar Rezultat              | Loc |
| ------------- | ----- | ----------------- | ---------------------------------- | ------------------------------ | ---------------------------- | ------------------------------ | --- |
| Alina Dumitru | 48 kg | PAS               | Eva Csernoviczki (HUN) 0101 / 0010 | Kim Yong-Ram (KOR) 1000 / 0000 | Ryoko Tani (JPN) 0100 / 0010 | Yanet Bermoy (CUB) 1100 / 0000 | 1   |

## Lupte

#### Masculin stil liber
| Sportiv           | Probă  | Calificări       | 1/8                              | Sferuri          | Semifinale       | Recalificări 1   | Recalificări 2                  | Medalie bronz              | Finală           | Loc |
| Sportiv           | Probă  | Oponent Rezultat | Oponent Rezultat                 | Oponent Rezultat | Oponent Rezultat | Oponent Rezultat | Oponent Rezultat                | Oponent Rezultat           | Oponent Rezultat | Loc |
| ----------------- | ------ | ---------------- | -------------------------------- | ---------------- | ---------------- | ---------------- | ------------------------------- | -------------------------- | ---------------- | --- |
| Petru Toarcă      | 55 kg  | PAS              | Besarion Gochashvili (GEO) L 0:3 | Nu a avansat     | Nu a avansat     | Nu a avansat     | Nu a avansat                    | Nu a avansat               | Nu a avansat     | 18  |
| Gheorghiță Ștefan | 74 kg  | PAS              | Soslan Tigiev (UZB) L 0:3        | Nu a avansat     | Nu a avansat     | PAS              | Emzarios Bentinidis (GRE) W 3:1 | Murad Gaidarov (BLR) L 1:3 | Nu a avansat     | 3   |
| Rareș Chintoan    | 120 kg | PAS              | Disney Rodriguez (CUB) L 0:3     | Nu a avansat     | Nu a avansat     | Nu a avansat     | Nu a avansat                    | Nu a avansat               | Nu a avansat     | 18  |

Gheorghiță Ștefan a primit medalia de bronz după ce Soslan Tigiev a fost descalificat.

#### Masculin Greco-Romane
| Sportiv         | Probă | Calificări                    | 1/8                         | Sferturi         | Semifinale       | Recalificări 1         | Recalificări 2   | Medalie bronz    | Finală           | Loc |
| Sportiv         | Probă | Oponent Rezultat              | Oponent Rezultat            | Oponent Rezultat | Oponent Rezultat | Oponent Rezultat       | Oponent Rezultat | Oponent Rezultat | Oponent Rezultat | Loc |
| --------------- | ----- | ----------------------------- | --------------------------- | ---------------- | ---------------- | ---------------------- | ---------------- | ---------------- | ---------------- | --- |
| Virgil Munteanu | 55 kg | N/A                           | Spenser Mango (USA) L 1:3   | Nu a avansat     | Nu a avansat     | Nu a avansat           | Nu a avansat     | Nu a avansat     | Nu a avansat     | 12  |
| Eusebiu Diaconu | 60 kg | Ashraf Elgharably (EGY) W 3:1 | Vitaliy Rahimov (AZE) L 1:3 | Nu a avansat     | Nu a avansat     | Sheng Jiang (CHN) L1:3 | Nu a avansat     | Nu a avansat     | Nu a avansat     | 7   |
| Ion Panait      | 66 kg | N/A                           | Li Yanyan (CHN) L 1:3       | Nu a avansat     | Nu a avansat     | Nu a avansat           | Nu a avansat     | Nu a avansat     | Nu a avansat     | 13  |

#### Feminin stil liber
| Sportiv         | Probă | Calificări       | 1/8                        | Sferturi         | Semifinale       | Recalificări 1   | Recalificări 2            | Medalie bronz                  | Finală           | Loc |
| Sportiv         | Probă | Oponent Rezultat | Oponent Rezultat           | Oponent Rezultat | Oponent Rezultat | Oponent Rezultat | Oponent Rezultat          | Oponent Rezultat               | Oponent Rezultat | Loc |
| --------------- | ----- | ---------------- | -------------------------- | ---------------- | ---------------- | ---------------- | ------------------------- | ------------------------------ | ---------------- | --- |
| Estera Dobre    | 48 kg | N/A              | Ingrid Medrano (ESA) L 1-3 | Nu a avansat     | Nu a avansat     | Nu a avansat     | Nu a avansat              | Nu a avansat                   | Nu a avansat     | =10 |
| Ana Maria Pavăl | 55 kg | N/A              | Li Xu (CHN) L 0-3          | Nu a avansat     | Nu a avansat     | N/A              | Olga Smirnova (KAZ) W 3-1 | Jackeline Renteria (COL) L 0-5 | Nu a avansat     | =5  |

## Natație

### Masculin
| Sportiv                                                      | Probă           | Calificări        | Calificări        | Semifinale   | Semifinale   | Finală       | Finală       |
| Sportiv                                                      | Probă           | Timp              | Loc               | Timp         | Loc          | Timp         | Loc          |
| ------------------------------------------------------------ | --------------- | ----------------- | ----------------- | ------------ | ------------ | ------------ | ------------ |
| Norbert Trandafir                                            | 50 m liber      | 22,80             | 2                 | Nu a avansat | Nu a avansat | Nu a avansat | Nu a avansat |
| Norbert Trandafir                                            | 100 m liber     | 50,74             | 7                 | Nu a avansat | Nu a avansat | Nu a avansat | Nu a avansat |
| Dragoș Coman                                                 | 400 m liber     | 3:47,79           | 7                 | N/A          | N/A          | Nu a avansat | Nu a avansat |
| Dragoș Coman                                                 | 1500 m liber    | 15:24,05          | 5                 | N/A          | N/A          | Nu a avansat | Nu a avansat |
| Răzvan Florea                                                | 100 m spate     | 54,89             | 6                 | Nu a avansat | Nu a avansat | Nu a avansat | Nu a avansat |
| Răzvan Florea                                                | 200 m spate     | 1:57,97           | 3                 | 1:56,45      | 2            | 1:56,52      | 7            |
| Valentin Preda                                               | 100 m bras      | 1:01,77           | 3                 | Nu a avansat | Nu a avansat | Nu a avansat | Nu a avansat |
| Valentin Preda                                               | 200 m bras      | Nu a luat startul | Nu a luat startul | Nu a avansat | Nu a avansat | Nu a avansat | Nu a avansat |
| Ioan Gherghel                                                | 100 m fluture   | 52,50             | 3                 | Nu a avansat | Nu a avansat | Nu a avansat | Nu a avansat |
| Ioan Gherghel                                                | 200 m fluture   | 1:56,09           | 5                 | 1:56,57      | 8            | Nu a avansat | Nu a avansat |
| Răzvan Florea Valentin Preda Ioan Gherghel Norbert Trandafir | ștafetă 4×100 m | 3:38,00           | 5                 | N/A          | N/A          | Nu a avansat | Nu a avansat |

### Feminin
| Sportivă      | Probă       | calificări | calificări | Semifinale | Semifinale | Finală  | Finală |
| Sportivă      | Probă       | Timp       | Loc        | Timp       | Loc        | Timp    | Loc    |
| ------------- | ----------- | ---------- | ---------- | ---------- | ---------- | ------- | ------ |
| Camelia Potec | 200 m liber | 1:57,65    | 3          | 1:57,71    | 2          | 1:56,87 | 5      |
| Camelia Potec | 400 m liber | 4:04,55    | 1          | N/A        | N/A        | 4:04,66 | 6      |
| Camelia Potec | 800 m liber | 8:19,70    | 1          | N/A        | N/A        | 8:23,11 | 4      |

## Sărituri în apă
Masculin
| Sportiv             | Probă          | Preliminarii | Preliminarii | Semifinale   | Semifinale   | Finală       | Finală       |
| Sportiv             | Probă          | Puncte       | Loc          | Puncte       | Loc          | Puncte       | Loc          |
| ------------------- | -------------- | ------------ | ------------ | ------------ | ------------ | ------------ | ------------ |
| Constantin Popovici | 10 m platformă | 392,30       | 23           | Nu a avansat | Nu a avansat | Nu a avansat | Nu a avansat |

Feminin
| Sportivă       | Probă          | Preliminarii | Preliminarii | Semifinale   | Semifinale   | Finală       | Finală       |
| Sportivă       | Probă          | Puncte       | Loc          | Puncte       | Loc          | Puncte       | Loc          |
| -------------- | -------------- | ------------ | ------------ | ------------ | ------------ | ------------ | ------------ |
| Ramona Ciobanu | 10 m platformă | 279,10       | 24           | Nu a avansat | Nu a avansat | Nu a avansat | Nu a avansat |

## Scrimă
Ana Maria Brânză a câștigat medalia de argint la spadă individual, iar Mihai Covaliu a căștigat medalia de bronz la sabie individual.

#### Masculin
| Sportiv          | Probă              | Runda 1       | Runda 2                      | Runda 3                     | Sferturi                           | Semifinale                  | Finală / FM                 | Loc |
| Sportiv          | Probă              | Adversar Scor | Adversar Scor                | Adversar Scor               | Adversar Scor                      | Adversar Scor               | Adversar Scor               | Loc |
| ---------------- | ------------------ | ------------- | ---------------------------- | --------------------------- | ---------------------------------- | --------------------------- | --------------------------- | --- |
| Virgil Sălișcan  | Floretă Individual | N/A           | Richard Kruse (GBR) P 6-15   | Nu a avansat                | Nu a avansat                       | Nu a avansat                | Nu a avansat                | 19  |
| Mihai Covaliu    | Sabie Individual   | PAS           | Valeri Priiomka (BLR) C 15-7 | Hanming Zhou (CHN) C 15-12  | Aliaksandr Buikevici (BLR) W 15-13 | Nicolas Lopez (FRA) P 13-15 | Julien Pillet (FRA) C 15-11 | 3   |
| Rareș Dumitrescu | Sabie Individual   | PAS           | Mamadou Keita (SEN) C 15-9   | Julien Pillet (FRA) P 13-15 | Nu a avansat                       | Nu a avansat                | Nu a avansat                | 11  |

#### Feminin
| Sportivă         | Probă              | Runda 1       | Runda 2                    | Runda 3                     | Sferturi                    | Semifinale                         | Finală / FM                    | Loc |
| Sportivă         | Probă              | Adversar Scor | Adversar Scor              | Adversar Scor               | Adversar Scor               | Adversar Scor                      | Adversar Scor                  | Loc |
| ---------------- | ------------------ | ------------- | -------------------------- | --------------------------- | --------------------------- | ---------------------------------- | ------------------------------ | --- |
| Ana Maria Brânză | Spadă Individual   | N/A           | PAS                        | Megumi Harada (JPN) C 15-11 | Liubov Șutova (RUS) C 15-13 | Ildikó Mincza-Nébald (HUN) C 15-14 | Britta Heidemann (GER) P 11-15 | 2   |
| Cristina Stahl   | Floretă Individual | PAS           | Katja Wächter (GER) P 6-15 | Nu a avansat                | Nu a avansat                | Nu a avansat                       | Nu a avansat                   | 18  |

## Tenis

#### Masculin
| Sportiv        | Probă           | Runda 1                   | Runda 2               | Runda 3       | Sferturi      | Semifinale    | Finala        | Loc |
| Sportiv        | Probă           | Adversar Scor             | Adversar Scor         | Adversar Scor | Adversar Scor | Adversar Scor | Adversar Scor | Loc |
| -------------- | --------------- | ------------------------- | --------------------- | ------------- | ------------- | ------------- | ------------- | --- |
| Victor Hănescu | Simplu Masculin | Bolelli (ITA) 7-5 3-6 6-4 | Monfils (FRA) 4-6 6-7 | Nu a avansat  | Nu a avansat  | Nu a avansat  | Nu a avansat  | =17 |

#### Feminin
| Sportivă       | Probă          | Runda 1                | Runda 2       | Runda 3       | Sferturi      | Semifinale    | Finala        | Loc |
| Sportivă       | Probă          | Adversar Scor          | Adversar Scor | Adversar Scor | Adversar Scor | Adversar Scor | Adversar Scor | Loc |
| -------------- | -------------- | ---------------------- | ------------- | ------------- | ------------- | ------------- | ------------- | --- |
| Sorana Cîrstea | Simplu Feminin | Peer (ISR) 3-6 7-5 0-6 | Nu a avansat  | Nu a avansat  | Nu a avansat  | Nu a avansat  | Nu a avansat  | =33 |

## Tenis de masă

#### Masculin
| Sportiv       | Probă           | Runda Preliminară | Runda 1           | Runda 2            | Runda 3                        | Runda 4           | Sferturi          | Semifinale        | Finala            |
| Sportiv       | Probă           | Adversar Rezultat | Adversar Rezultat | Adversar Rezultat  | Adversar Rezultat              | Adversar Rezultat | Adversar Rezultat | Adversar Rezultat | Adversar Rezultat |
| ------------- | --------------- | ----------------- | ----------------- | ------------------ | ------------------------------ | ----------------- | ----------------- | ----------------- | ----------------- |
| Adrian Crișan | Simplu Masculin | PAS               | PAS               | Ju Lin (DOM) C 4-1 | Dimitrij Ovtcharov (GER) P 3-4 | Nu a avansat      | Nu a avansat      | Nu a avansat      | Nu a avansat      |

#### Feminin
| Sportivă         | Probă          | Runda Preliminară | Runda 1              | Runda 2                        | Runda 3           | Runda 4           | Sferturi          | Semifinale        | Finala            |
| Sportivă         | Probă          | Adversar Rezultat | Adversar Rezultat    | Adversar Rezultat              | Adversar Rezultat | Adversar Rezultat | Adversar Rezultat | Adversar Rezultat | Adversar Rezultat |
| ---------------- | -------------- | ----------------- | -------------------- | ------------------------------ | ----------------- | ----------------- | ----------------- | ----------------- | ----------------- |
| Daniela Dodean   | Simplu Feminin | PAS               | PAS                  | Jong Kim (PRK) P 1-4           | Nu a avansat      | Nu a avansat      | Nu a avansat      | Nu a avansat      | Nu a avansat      |
| Elizabeta Samara | Simplu Feminin | PAS               | Fen Yang (CGO) C 4-1 | Viktoria Pavlovici (BLR) P 1-4 | Nu a avansat      | Nu a avansat      | Nu a avansat      | Nu a avansat      | Nu a avansat      |

Echipe Feminin
Grupa C
| Echipa           | Pct | Pld | C | P | GW | GL |
| ---------------- | --- | --- | - | - | -- | -- |
| Hong Kong, China | 6   | 3   | 3 | 0 | 9  | 0  |
| România          | 5   | 3   | 2 | 1 | 6  | 5  |
| Polonia          | 4   | 3   | 1 | 2 | 5  | 7  |
| Germania         | 3   | 3   | 0 | 3 | 1  | 9  |

| Sportive                                     | Probă          | Grupa C       | Grupa C       | Grupa C       | Playoff Bronz - Runda 1 | Playoff Bronz - Runda 2 | Medalie Bronz - Finala | Semifinale    | Finala        | Loc |
| Sportive                                     | Probă          | Adversar Scor | Adversar Scor | Adversar Scor | Adversar Scor           | Adversar Scor           | Adversar Scor          | Adversar Scor | Adversar Scor | Loc |
| -------------------------------------------- | -------------- | ------------- | ------------- | ------------- | ----------------------- | ----------------------- | ---------------------- | ------------- | ------------- | --- |
| Daniela Dodean Iulia Necula Elizabeta Samara | Echipe Feminin | (GER) 3-0     | (HKG) 0-3     | (POL) 3-2     | (SUA) 1-3               | Nu a avansat            | Nu a avansat           | Nu a avansat  | Nu a avansat  | 7   |

## Tir

#### Masculin
| Sportiv         | Probă                       | Calificări-Etapa 1 | Calificări-Etapa 1 | Calificări-Etapa 2 | Calificări-Etapa 2 | Calificări - Shoot-Off | Calificări - Shoot-Off | Calificări | Calificări | Finala       | Finala       | Loc |
| Sportiv         | Probă                       | Scor               | Loc                | Scor               | Loc                | Scor                   | Loc                    | Scor       | Loc        | Scor         | Total        | Loc |
| --------------- | --------------------------- | ------------------ | ------------------ | ------------------ | ------------------ | ---------------------- | ---------------------- | ---------- | ---------- | ------------ | ------------ | --- |
| Alin Moldoveanu | 10m Pușcă cu aer comprimat  | N/A                | N/A                | N/A                | N/A                | N/A                    | N/A                    | 596        | 3          | 102,9        | 698,9        | 4   |
| Iulian Raicea   | 10m Pistol cu aer comprimat | N/A                | N/A                | N/A                | N/A                | N/A                    | N/A                    | 567        | 44         | Nu a avansat | Nu a avansat | 43  |
| Iulian Raicea   | 25m Pistol viteză           | 287                | 9                  | 289                | 9                  | N/A                    | N/A                    | 576        | 9          | Nu a avansat | Nu a avansat | 9   |
| Ioan Toman      | Skeet                       | 63                 | 36                 | 45                 | 21                 | N/A                    | N/A                    | 108        | 35         | Nu a avansat | Nu a avansat | 35  |

#### Feminin
| Sportiv         | Probă | Calificări | Calificări | Finala       | Finala       | Loc |
| Sportiv         | Probă | Scor       | Loc        | Scor         | Total        | Loc |
| --------------- | ----- | ---------- | ---------- | ------------ | ------------ | --- |
| Lucia Mihalache | Skeet | 66         | 10         | Nu a avansat | Nu a avansat | 10  |

## Tir cu arcul
România a participat cu arcași pentru a doua oară la Jocurile Olimpice (prima dată în anul 1980).
Masculin
| Sportiv          | Probă               | Runda de clasament | Runda de clasament | Runda de 64                  | Runda de 32                         | Runda de 16   | Sferturi      | Semifinale    | Finala        | Loc |
| Sportiv          | Probă               | Scor               | Loc                | Adversar Scor                | Adversar Scor                       | Adversar Scor | Adversar Scor | Adversar Scor | Adversar Scor | Loc |
| ---------------- | ------------------- | ------------------ | ------------------ | ---------------------------- | ----------------------------------- | ------------- | ------------- | ------------- | ------------- | --- |
| Alexandru Bodnar | Individual Masculin | 614                | 60                 | Wan Kalmizam (MAS) C 106-105 | Juan Carlos Stevens (CUB) P 101-108 | Nu a avansat  | Nu a avansat  | Nu a avansat  | Nu a avansat  | =31 |

## Legături externe
Materiale media legate de România la Jocurile Olimpice de vară din 2008 la Wikimedia Commons
- Echipa olimpică a României Arhivat în 14 noiembrie 2021, la Wayback Machine. la Comitetul Olimpic si Sportiv Român
- en  Romania at the 2008 Summer Olympics la Olympedia.org